# Eukoenenia lienhardi
Espèce
Eukoenenia lienhardi est une espèce de palpigrades de la famille des Eukoeneniidae.

## Distribution
Cette espèce se rencontre en Indonésie à Sumatra, à Singapour et au Brunei.

## Description
La femelle holotype mesure 0,77 mm.
Les femelles de Eukoenenia lienhardi bolkiah mesurent de 0,77 à 1,04 mm.

## Liste des sous-espèces
Selon Palpigrades of the World (version 1.0) :
- Eukoenenia lienhardi lienhardi Condé, 1989 de Sumatra et Singapour
- Eukoenenia lienhardi bolkiah Condé, 1993 du Brunei

## Étymologie
Cette espèce est nommée en l'honneur de Charles Lienhard.

## Publications originales
- Condé, 1989 : Palpigrades (Arachnida) endogés de l'Inde et de Sumatra. Revue Suisse de Zoologie, vol. 96, no 2, p. 411-424 (texte original).
- Condé, 1993 : Palpigrades de Brunei et de Hong- Kong. Revue Suisse de Zoologie, vol. 100, no 1, p. 25-30 (texte original).